# Zafer Özgültekin
Zafer Özgültekin (Sivas, Turquía, 10 de marzo de 1975) es un exjugador y actual entrenador de fútbol turco. En su etapa como jugador profesional se desempeñaba como guardameta.

## Selección nacional
Fue internacional con la selección de fútbol de Turquía en 5 ocasiones. Formó parte de la selección que obtuvo el tercer lugar en la Copa del Mundo de 2002, pese a no haber jugado ningún partido durante el torneo.

### Participaciones en Copas del Mundo
| Mundial                        | Sede                | Resultado    | Partidos | Goles |
| ------------------------------ | ------------------- | ------------ | -------- | ----- |
| Copa Mundial de Fútbol de 2002 | Corea del Sur Japón | Tercer lugar | 0        | 0     |

## Clubes

### Como jugador
| Club                | País    | Año       |
| ------------------- | ------- | --------- |
| İskenderunspor      | Turquía | 1995-1997 |
| Karabükspor         | Turquía | 1997-1999 |
| MKE Ankaragücü      | Turquía | 1999-2005 |
| Kayseri Erciyesspor | Turquía | 2005-2007 |
| MKE Ankaragücü      | Turquía | 2007-2009 |
| Çaykur Rizespor     | Turquía | 2009-2010 |
| Denizlispor         | Turquía | 2010-2011 |

### Como entrenador de porteros
| Club              | País    | Año       |
| ----------------- | ------- | --------- |
| Konyaspor         | Turquía | 2013-2014 |
| Gençlerbirliği    | Turquía | 2015      |
| Mersin İdmanyurdu | Turquía | 2015      |
| Sivasspor         | Turquía | 2016-2017 |
| Adana Demirspor   | Turquía | 2018      |
| Giresunspor       | Turquía | 2019-2020 |
| Denizlispor       | Turquía | 2021      |
| Kasımpaşa         | Turquía | 2021      |
| Sivasspor         | Turquía | 2021-2023 |
| Beşiktaş          | Turquía | 2023      |

## Palmarés

### Como entrenador de porteros

#### Campeonatos nacionales
| Título          | Club      | País    | Año  |
| --------------- | --------- | ------- | ---- |
| Copa de Turquía | Sivasspor | Turquía | 2022 |